# Megapiranha paranensis
A Megapiranha paranensis é uma espécie de piranha que viveu no Mioceno (entre oito a 10 milhões de anos atrás) e que teria comprimento de 1 m.

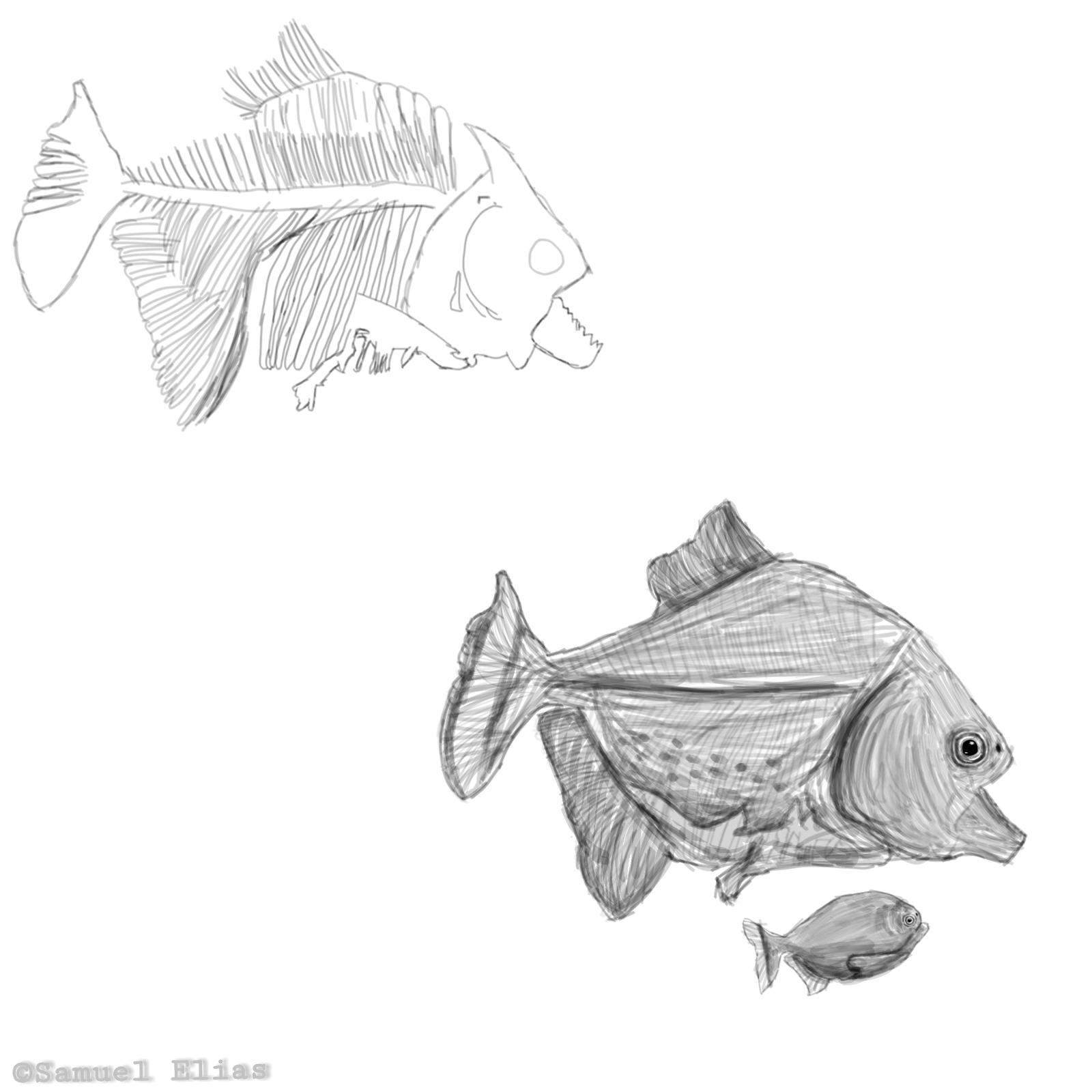
Ilustração de uma megapiranha

Sua descrição holotípica é baseada em somente pré-maxila e dentes, com o restante do corpo ainda não conhecido.